# Trachelas devi
Trachelas devi är en spindelart som beskrevs av Biswas och Dinendra Raychaudhuri 2000. Trachelas devi ingår i släktet Trachelas och familjen flinkspindlar.
Artens utbredningsområde är Bangladesh. Inga underarter finns listade i Catalogue of Life.